# ژرژ دو اسپائه
ژرژ دو اسپائه (فرانسوی: Georges De Spae‎؛ زادهٔ ۳۰ سپتامبر ۱۹۰۰ - درگذشته نامشخص) بازیکن فوتبال اهل بلژیک بود.
از باشگاه‌هایی که در آن بازی کرده‌است می‌توان به باشگاه فوتبال خنت اشاره کرد.
وی همچنین در تیم ملی فوتبال بلژیک بازی کرده‌است.